# 10 Years (álbum de Armin van Buuren)
10 Years es un disco recopilatorio del disc jockey y productor holandés Armin van Buuren. Fue lanzado el 11 de noviembre de 2006.
El disco recopila los 10 años de trabajo de Armin e incluye varios singles nuevos como «Love You More», con la colaboración del cantante Raccoon. 

## Listado de temas
| Disco 1 |                                                               |          |  |
| N.º     | Título                                                        | Duración |  |
| 1.      | «Hymne»                                                       | 2:51     |  |
| 2.      | «Sail»                                                        | 9:13     |  |
| 3.      | «Love You More» (con Racoon)                                  | 9:02     |  |
| 4.      | «Communication Part 3»                                        | 8:28     |  |
| 5.      | «Yet Another Day» (con Ray Wilson)                            | 6:39     |  |
| 6.      | «Burned with Desire» (con Justine Suissa)                     | 7:44     |  |
| 7.      | «4 Elements»                                                  | 9:18     |  |
| 8.      | «Sound of Goodbye» (con Dark Matter, como Perpetuous Dreamer) | 6:42     |  |
| 9.      | «Clear Blue Moon»                                             | 7:27     |  |
| 10.     | «Blue Fear»                                                   | 7:54     |  |
| 11.     | «Exhale» (con System F)                                       | 4:38     |  |

| Disco 2 |                                                              |          |  |
| N.º     | Título                                                       | Duración |  |
| 1.      | «Who is Watching» (con Nadia Ali y Tonedepth)                | 11:19    |  |
| 2.      | «Saturday Night» (con Herman Brood)                          | 7:45     |  |
| 3.      | «Zócalo» (con Gabriel & Dresden)                             | 8:40     |  |
| 4.      | «This World is Watching Me» (con Rank 1 y Kush)              | 7:48     |  |
| 5.      | «Sunspot» (con Airwave)                                      | 6:01     |  |
| 6.      | «Touch Me»                                                   | 9:09     |  |
| 7.      | «Simple Things» (con Justine Suissa)                         | 7:08     |  |
| 8.      | «Shivers» (con Alex M.O.R.P.H.)                              | 6:47     |  |
| 9.      | «Wall of Sound» (con Justine Suissa y Airbase presents Parc) | 8:09     |  |
| 10.     | «Intruder» (con M.I.K.E.)                                    | 7:29     |  |

- Datos: Q2083096